# Křížová cesta (Svatá Maří)
Křížová cesta ve Svaté Maří na Prachaticku se nachází 1,5 kilometru severovýchodně od obce na Mařském vrchu pod rozhlednou.

## Historie
Křížová cesta se nachází na vrcholu Mařského vrchu a vede přibližně sto metrů po cestě ke kapli svatého Václava. Čtrnáct zastavení stojí po obou stranách cesty, kamenné sloupky nesou kamennou kapličku s nikou s pašijovým obrázkem.
Z iniciativy faráře a archiváře Františka Teplého byla roku 1935 postavena na vrcholu Mařského vrchu 12 metrů vysoká rozhledna a pod ní kaple svatého Václava. Obě stavby byly postaveny podle projektu Ludvíka Krejsy ze Štítkova. Slavnostní otevření a vysvěcení proběhlo 24. května 1936. Zároveň s kaplí byla postavena a vysvěcena také křížová cesta.
Roku 2004 byla rozhledna rekonstruována.